# Claudio Ronco

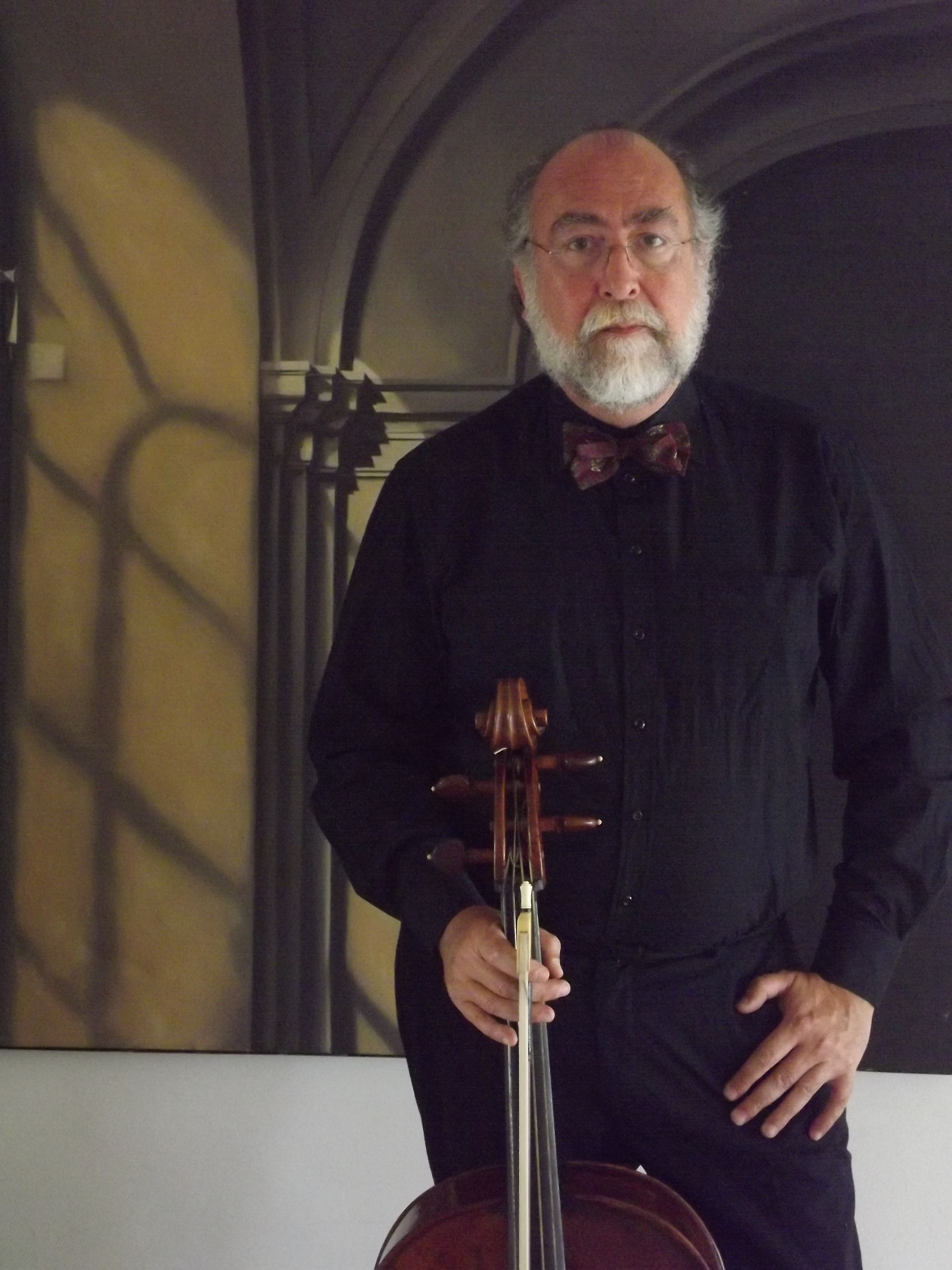
Claudio Ronco (2011)

Claudio Ronco (* 16. September 1955 in Turin) ist ein italienischer Cellist, Komponist und Musikwissenschaftler.

## Leben
Claudio Ronco studierte Violoncello am Konservatorium Turin „Giuseppe Verdi“ bei Renzo Brancaleon und Pietro Nava, seinem Interesse außereuropäischer Stile folgend, graduierte er 1976 zusätzlich an der indischen Universität von Kalkutta im Fach indische Musik. Zurück in Europa weitere Studien in Genf, Basel und Paris bei Anner Bylsma und Christophe Coin.  
Seit 1980 einer der gefragten Barockcellisten Europas, war und ist er als Solocellist Mitglied des Wiener Clemencic Consort, des Ensemble 415, des Razumovsky-Quartetts und des Ensembles „Hesperion XX“ von Jordi Savall. Im größten Teil der Diskographie des in Wien beheimateten Clemencic Consorts ist Claudio Ronco als Cellist bei den Plattenlabels Harmonia Mundi, Sony, Accord Musifrance und Nuova Era vertreten. Darüber hinaus ist er Interpret und Herausgeber vieler seiner musikologischen Entdeckungen in Eigenverlag, etwa der Werke des Neapolitanischen Cellovirtuosen Salvatore Lanzetti bis hin zu wenig bekannten Werken Niccolò Paganinis und seines Lehrers Alessandro Rolla, der Gesamtaufnahme der Klaviertrios der Dänischen Komponisten Niels Wilhelm Gade und Peter Heise und der Sonaten des gefeierten Cellisten Alfredo Piatti.
Durch seine Mitbegründung einer spezialisierten Saitenmanufaktur im Norden Italiens gemeinsam mit dem Chemiker und Saitenproduzenten Mimmo Peruffo, konnte er einen wesentlichen Beitrag zur Wiederentdeckung, Erforschung und Erzeugung von Darmsaiten nach historischen Vorbildern leisten und so in der gesamten klassischen Musikszene einen bedeutenden Qualitätsgewinn in der musikalischen Aufführung, dem philosophisch-historischen Wissen und der klanglich-technischen Ausprägung seit den Reformen durch die historisch-informierte Aufführungspraxis von Nikolaus Harnoncourt erreichen.
Claudio Ronco lebt und arbeitet in Venedig, gemeinsam mit seiner Partnerin, der Cellistin Emanuela Vozza, veröffentlicht er regelmäßig weitere musikologische Entdeckungen, beispielsweise Kompositionen von Jean-Baptiste Janson, Giacomo und James Cervetto, Jean-Louis Duport und Johann Carl Bischoff u. a. für das italienische Musiklabel Urania-Records.